# Kurkijärvi och Tuuliainen
Kurkijärvi och Tuuliainen är en sjö i Finland. Den ligger i kommunen Kuusamo i landskapet Norra Österbotten, i den nordöstra delen av landet, 700 km norr om huvudstaden Helsingfors. Kurkijärvi och Tuuliainen ligger 301,4 meter över havet. Den är 20,53 meter djup. Arean är 10,19 kvadratkilometer och strandlinjen är 58,83 kilometer lång. Sjön  ingår i Ijo älvs huvudavrinningsområde.  
I övrigt finns följande i Kurkijärvi och Tuuliainen:
- Tiirosaari (en ö)